# 金光寺 (神戸市)
金光寺（こんこうじ）は、兵庫県神戸市兵庫区にある高野山真言宗の寺院。本尊は薬師如来。山号は浄国山。通称「兵庫やくし」とも。

## 歴史
承安3年（1173年）に隆真法印が創建したとされる。
伝承によれば、治承4年（1180年）に平清盛が、都を京都から兵庫県福原（福原京）へ遷都しようとした際に、まず、運河の開鑿を行おうとした。ある夜、童子が平清盛の枕元に現れて、「兵庫の海中に霊仏があるのでに探し出すように」との夢告があり、早速、兵庫大輪田の海（大輪田泊）に網を下ろしたところ、海中から黄金の薬師如来像が出現した。平清盛はその霊験に感心し、「これぞ当地の守護仏ならん。永く、地を定め、一宇を起こして安置し祈願せん。」と言い、当地に大伽藍を建立したのが金光寺の草創とされる。
寛政12年（1800年）、楠公祭りの際に太平記軍書講談が行われた。当初の予定の50日間を25日間延長したという記録が『北浜総会所日記』に記載されている。
1995年（平成7年）の阪神・淡路大震災で、本堂、庫裡が全壊したが、再建された。

### 寺号・山号について
寺号は、本尊の黄金薬師にちなみ、その金色のまばゆい光から、金光寺とした。山号は、本尊の黄金薬師の霊光は、あまねく国の内外を照らして、すべてのものを浄めて、世の人を導くとされることから浄国山とした。

## 御詠歌
- しげりあふ 庭の草木に おく露も 玉の光とみゆる たふとさ

## 年中行事
- 1月8日初薬師・大般若転読法会
- 春分の日・秋分の日彼岸法会
- 8月16日　お盆・施餓鬼法会

## 周辺施設
- 能福寺

## 交通アクセス
- JR神戸線兵庫駅から徒歩10分
- 神戸市営地下鉄海岸線中央市場前駅から徒歩5分